# Salvo Montalbano
Salvo Montalbano è un personaggio letterario e televisivo protagonista di una serie di romanzi polizieschi di Andrea Camilleri e delle serie televisive derivate. Montalbano è un commissario di polizia che vive e svolge le sue funzioni nell'immaginaria cittadina di Vigata, sulla costa siciliana.
I racconti sono caratterizzati dall'uso di un italiano fortemente contaminato da elementi della lingua siciliana e da un'ambientazione particolarmente curata, elementi ripresi anche nella trasposizione televisiva.
Il nome Montalbano venne scelto da Camilleri in omaggio allo scrittore spagnolo Manuel Vázquez Montalbán, ideatore di un altro famoso investigatore, Pepe Carvalho: i due personaggi hanno in comune l'amore per la buona cucina e le buone letture, i modi piuttosto sbrigativi e non convenzionali nel risolvere i casi e una storia d'amore controversa e complicata con una donna anch'essa complicata.

## Il personaggio

Lo scrittore Andrea Camilleri, creatore nel 1994 del Montalbano letterario, qui fotografato nel 1998

Montalbano risulta essere nato a Catania il 6 settembre 1950, come si evince dal documento trovato nella borsetta dell'agente dei servizi deviati Elisabetta Gardini nel romanzo Acqua in bocca, scritto da Camilleri insieme a Carlo Lucarelli, ed esplicitamente in Una voce di notte. L'anno di nascita viene anche confermato dalla descrizione della partecipazione del futuro commissario agli avvenimenti del '68: «Nel '68 il futuro commissario, che aveva diciotto anni, fece scrupolosamente tutto quello che c'era da fare per un picciotto della sua età: manifestò, occupò, proclamò, scopò, spinellò, s'azzuffò. Con la polizia, naturalmente.»
Laureato in giurisprudenza, inizia la sua carriera in polizia verso i trent'anni, conducendo un apprendistato che lo porta a diventare vicecommissario in un paesino di montagna, Mascalippa, in provincia di Enna, da dove verrà poi trasferito a Vigata, cittadina sul mare in provincia di Montelusa, due nomi di fantasia che corrisponderebbero rispettivamente alle reali Porto Empedocle e Agrigento e che nella fiction TV si riferiscono a due città immaginarie localizzate nella zona di Ragusa, come si evince dalla carta della provincia che compare spesso al commissariato di Vigata (che nelle riprese della serie televisiva è stato collocato nel municipio di Scicli).
In una località vicina a Vigata, Marinella (località balneare immaginaria il cui nome coincide con quello di una frazione di Porto Empedocle nella realtà), Montalbano si stabilisce in una villetta sul mare, che inizialmente affitta e poi acquista; abitualmente vive solo, salvo quando viene a visitarlo la fidanzata Livia Burlando, che vive a Boccadasse, un quartiere di Genova, e che appare come un filo rosso sempre presente nella sua vita.
La casa sarebbe invivibile, dato l'abituale disordine che caratterizza l'agire di Montalbano, se non ci fosse la preziosa adenzia [aiuto] della cameriera Adelina Cirrinciò, scorbutica ma, nonostante abbia due figli delinquenti arrestati spesso proprio dal commissario o dai suoi sottoposti, fedele donna di servizio. Adelina è una bravissima cuoca e lascia quasi sempre qualche piatto siciliano pronto nel frigorifero o nel forno per la cena del commissario; Montalbano infatti è un accanito buongustaio, ma non è affatto abile in cucina. A pranzo, il commissario frequenta abitualmente il ristorante "San Calogero" (che nella serie TV è collocato nel ristorante "A Rusticana", a Ragusa); dopo il pensionamento del proprietario e la chiusura del ristorante (in Il giro di boa), troverà un adeguato sostituto nella trattoria "Enzo a Mare". I piatti preferiti di Montalbano sono quelli a base di pesce appena pescato, dei quali consuma sempre abbondanti porzioni (come gli antipasti di pesce e il pesce fritto) e i classici arancini siciliani, nella forma sferica tipica della Sicilia occidentale. Apprezza molto anche alcuni vini tipici siciliani (come il catarratto, il grillo, i Corvo, il nero d'Avola, il cerasuolo di Vittoria e il syrah) e il whisky.
A volte il commissario, rincasando dopo la giornata di lavoro, non trova niente di preparato: in tali casi non si perde d'animo e cena a base di olive nere e formaggio caciocavallo. Talvolta accade anche di trovare il piatto principe di Adelina, la pasta 'ncasciata, che fa mugolare di piacere il commissario.
Tra Livia e Adelina c'è una perfetta incompatibilità di carattere, e quando è presente in casa l'una è sicuramente assente l'altra.
I più stretti collaboratori di Montalbano sono il suo vice Domenico Augello, giovane e impenitente "fimminaro", che Montalbano chiama con il diminutivo di Mimì, l'ispettore Giuseppe Fazio, solerte, efficientissimo e di grande aiuto nella ricerca di indizi, e l'agente Agatino Catarella, centralinista simpatico e tonto ma abile nell'uso del computer.
Il commissario, da parte sua, ha un rapporto di amore-odio con la moderna tecnologia: ne riconosce i grandi vantaggi, ma la sente estranea a quella che ormai è la sua età. Divertenti sono le sue considerazioni, che riflettono le idee del suo creatore, che egli fa proprio a proposito dei telefonini:
Complesso il suo rapporto con la religione: Montalbano non è sicuramente un credente, ma nemmeno un mangiapreti, anche se, con l'avanzare dell'età, romanzo dopo romanzo, diventa sempre più introverso e sgomento di fronte ai problemi dell'età e ai piccoli inconvenienti come i vuoti di memoria, a cui deve rimediare vergognandosi e prendendo appunti, e con le grandi paure improvvise, come quando (ne La luna di carta) al risveglio gli compare ossessivamente nel cervello «non un pinsero completo, ma un principio di pinsero, un pinsero che accomenzava con queste ‘ntifiche parole: Quanno viene il jorno della tò morti...». Forse per il non credente Montalbano è questo il ricordo della preghiera dell'"Ave Maria" recitata da bambino («... e nell'ora della nostra morte»)? Ed era una sorta di "Padre nostro" quello che invocava quando ne Il giro di boa, credeva di essere stato colpito da un infarto («mentre il dolore diventava una specie di trapano rovente nella carne viva, litaniò dintra di sé: "Patre mio, patre mio, patre mio..." Litaniava a sò patre morto [...] Ma sò patre non ascutò la priera»)?
A un certo punto (in La pazienza del ragno) il commissario accetta, nonostante sia e si dichiari non credente, di fare da padrino di battesimo a Salvo Augello, figlio del suo vice Mimì. Compirà la stessa scelta in Una lama di luce, con il figlio di Pasquale Cirrinciò (uno dei due figli di Adelina), anch'egli chiamato Salvo: ciò è segno della sua adesione, se non ai fondamenti dottrinari, almeno alle forme sociali del cattolicesimo più diffuse tra la popolazione italiana.

### Carattere
(Andrea Camilleri, Un mese con Montalbano, p. 339.)
Montalbano è un commissario sui generis, «maturo, sperto, omo di ciriveddro e d'intuito», con innata abilità nel dipanare intrighi complicati e difficoltosi. Sebbene il suo mestiere glielo permetta, solitamente rifugge dall'uso delle armi, ma quando è costretto a usarle lo fa con abilità e precisione. Coerentemente al suo carattere introverso, preferisce condurre le sue indagini da solo e spesso risponde scontrosamente alle richieste di chiarimenti dei suoi collaboratori. Non è certo esente da debolezze tipicamente umane, come la propensione per la buona cucina, soprattutto quella a base di pesce, e da manie e fissazioni, come il desiderare assoluto silenzio durante il pasto.
Ci sono giornate in cui il commissario è intrattabile, come sanno bene i suoi collaboratori, che in quelle occasioni stanno alla larga da lui; ad esempio Montalbano è fortemente meteoropatico e si rabbuia e si irrita molto facilmente quando il tempo si fa tinto [brutto]. Odia parlare in pubblico e quando è costretto a farlo appare impacciato e dall'eloquio sconnesso, sembra essere «... pigliato dai turchi, balbuziente, esitante, strammàto [squilibrato], stunàto, perso, ma sempre con gli occhi spiritati». Non ama mettersi in primo piano di fronte ai media e anzi si sente sprofondare dall'imbarazzo quando, in alcune occasioni, viene premiato in cerimonie ufficiali per i brillanti risultati delle sue indagini.
Assolutamente privo di ambizione, giunge al punto di rifiutare le promozioni e fa di tutto per evitarle. L'unica cosa che Montalbano davvero desidera fare bene e nella quale sa di essere abile è il suo lavoro, e non vuole avere contatti con la classe politica, che apprezza ben poco. Con grande abilità riesce a districarsi nella burocratica macchina dell'apparato statale, servendo lo Stato con grande lealtà e non lesinando critiche feroci ai suoi colleghi per comportamenti poco onorevoli.
Ha quindi una personalità complessa: da un lato l'irreprensibile funzionario di Pubblica Sicurezza e dall'altro l'uomo con i suoi vizi e le sue virtù che a volte applica una sua personale giustizia, elemento che lo accomuna ad un altro celebre commissario di polizia della letteratura gialla, il commissario Maigret ideato da Georges Simenon.

## Famiglia

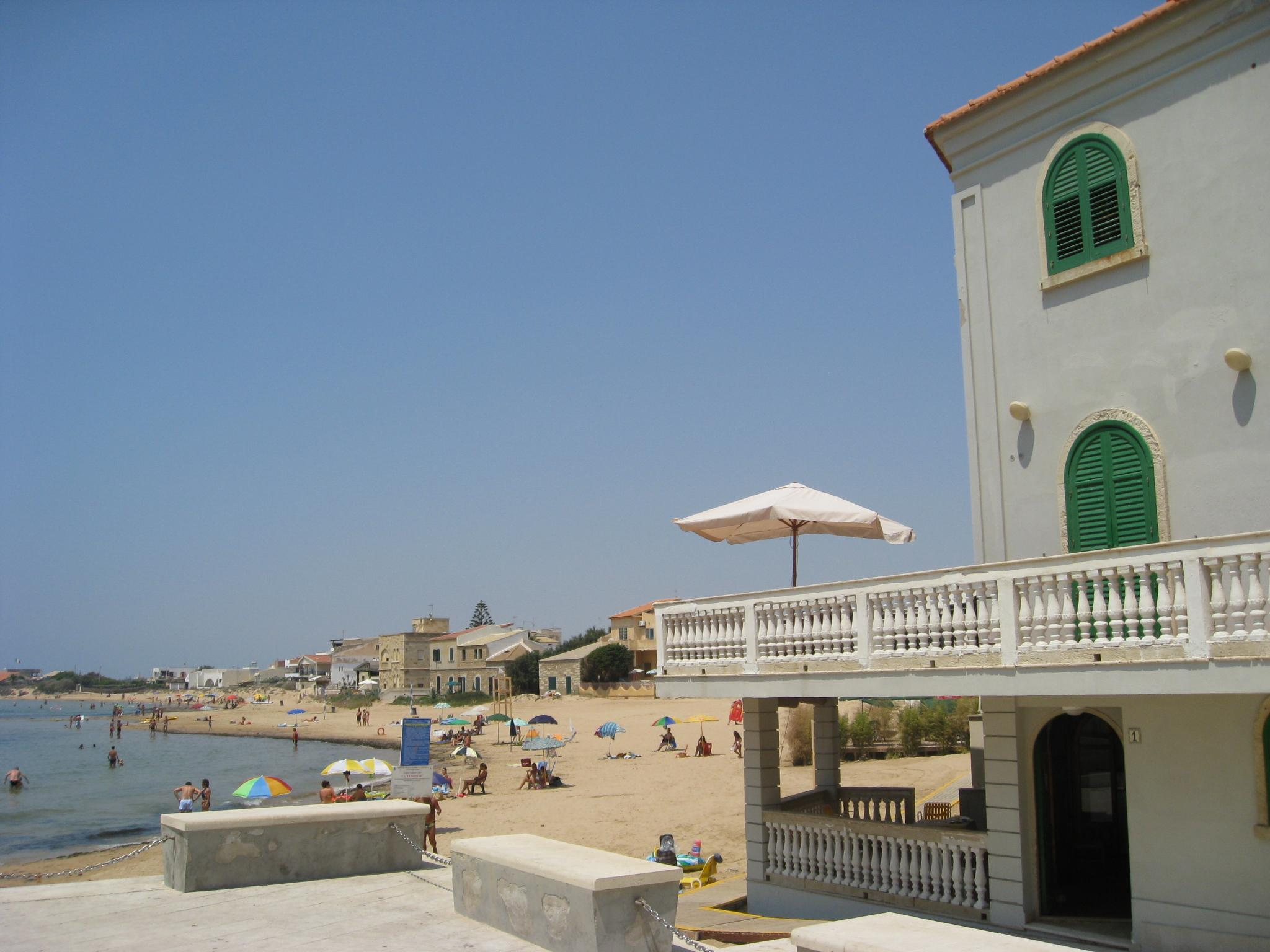
La spiaggia di "Marinella" utilizzata per la serie TV, con a destra la casa dove Montalbano vive pressoché da scapolo, data la relazione a distanza con la storica fidanzata Livia

Le notizie sulla famiglia di Montalbano si possono ricavare dal romanzo Il ladro di merendine, in cui si scopre che il commissario ha perso la madre da piccolo e l'unico ricordo che ne conserva sono i capelli biondi. In tale volume Montalbano si confida con François, il bambino africano che ha avuto la madre assassinata: «Gli confidò cose che mai aveva detto a nessuno, manco a Livia. Il pianto sconsolato di certe notti, con la testa sotto il cuscino perché suo padre non lo sentisse; la disperazione mattutina quando sapeva che non c'era sua madre in cucina a preparargli la colazione o, qualche anno dopo, la merendina per la scuola. Ed è una mancanza che non viene mai più colmata, te la porti appresso fino in punto di morte.».
Montalbano, nelle sue indagini, sembra ricercare delle figure materne in alcune anziane e miti signore che hanno svolto la professione di insegnante, come la maestra in pensione Clementina Vasile Cozzo, una settantenne costretta su sedia a rotelle, verso cui ha immediati sentimenti di simpatia e che prende l'abitudine di andare a visitare, o l'ex preside Burgio con sua moglie Angelina, di cui apprezza la buona cucina a base di pesce, oppure la moglie malata dell'anziano questore Burlando, amico del commissario e prossimo alla pensione.
Il padre, attento e sollecito, gli ha fatto anche da madre e, rispettoso della vita del figlio, si è risposato solo dopo aver atteso che Salvo si laureasse e diventasse autonomo. Montalbano, in origine, non aveva approvato la decisione del padre di risposarsi e si era quasi del tutto allontanato da lui per questo motivo: «forse c'era stata... una quasi totale mancanza di comunicazione, non riuscivano mai a trovare le parole giuste per esprimere vicendevolmente i loro sentimenti...».
I due però hanno sempre continuato a volersi molto bene, anche se lontani, e di tanto in tanto al commissariato di Vigata arrivava una cassetta del buon vino prodotto dal padre del commissario.
Il padre, che ha sempre vissuto lontano da Vigata, è rimasto vedovo anche della seconda moglie, ha collezionato negli anni gli articoli di giornale sui successi investigativi del figlio e, quando il commissario è stato ferito in uno scontro a fuoco, gli è stato vicino telefonandogli e andando a visitarlo in ospedale.
Durante l'indagine narrata ne Il ladro di merendine, Montalbano riceve due lettere del socio (Prestifilippo Arcangelo) dell'azienda vinicola del padre, che gli danno notizia che questi è da tempo gravemente ammalato di tumore e che, sebbene consapevole della sua morte imminente, non ha voluto far sapere niente al figlio per risparmiargli lo strazio della sua sofferenza. Montalbano arriva nell'ospedale dove era ricoverato il padre quando questi è ormai morto e si rimprovera amaramente del suo egoismo poiché, pur avendone intuito la malattia, ha voluto inconsciamente ignorarlo. Del padre Montalbano conserverà un vecchio orologio da polso, dal quale non si separerà più.

## Amici e colleghi

### Mimí Augello
Domenico Augello, detto Mimí, è il vice commissario di polizia di Vigata. Grande amico di Montalbano, è più giovane del commissario di una quindicina d'anni. Molto ammirato dall'altro sesso, è conosciuto per le numerose conquiste femminili, nelle quali miete successi fino a quando nella sua vita non irrompe Beatrice Di Leo, detta Beba, giovane studentessa universitaria conosciuta ne La gita a Tindari che, con la complicità di Montalbano, riesce a portarlo all'altare. Le sue scappatelle tuttavia continuano, a volte, anche dopo il matrimonio, come avviene in Una faccenda delicata. Con Beatrice ha un figlio, chiamato Salvo in onore del padrino di battesimo Montalbano.
Augello è sempre "compagno", insieme a Fazio, delle indagini del commissario, seguendo - con non poche critiche - anche i suoi metodi di investigazione poco tradizionali. Dopo essersi allontanato dal commissario nel romanzo Il campo del vasaio, la grande amicizia tra i due si è di nuovo manifestata chiaramente nei successivi romanzi. A partire da La pista di sabbia, inoltre, comincia a portare degli occhiali da vista per la lettura, suscitando non poco stupore e meraviglia in Montalbano.

### Giuseppe Fazio

Montalbano e Fazio, interpretati rispettivamente da Luca Zingaretti e Peppino Mazzotta, nella serie televisiva Il commissario Montalbano

L'ispettore capo Giuseppe Fazio è uno dei principali collaboratori del commissario. Di carattere riservato e dotato di acuto istinto poliziesco, è la persona con cui il commissario ha la maggiore sintonia fin dall'inizio della propria carriera: i due spesso riescono a capirsi semplicemente con uno sguardo. Sposato da anni con la signora Grazia, è più anziano del suo capo di qualche anno e presta servizio da di lui nel commissariato di Vigata . L'ispettore conosce a fondo fatti e vicende della città ed è uno specialista nel reperire informazioni grazie alle sue numerose conoscenze; addirittura, secondo Montalbano, Fazio "patisce del complesso dell'anagrafe", ossia durante l'esame delle sue ricerche tende a specificare tutte le caratteristiche dei personaggi coinvolti, comprese quelle più inutili e superflue, facendo innervosire Montalbano, che spesso lo invita a essere più diretto e sintetico.

### Agatino Catarella
L'agente Agatino Catarella è il centralinista del commissariato di Vigata. Personaggio apparentemente dalle capacità intellettive piuttosto limitate, giunto "chissà come" (dietro raccomandazione, sospetta Montalbano) nella Polizia di Stato, è caratterizzato dall'esprimersi con un linguaggio contorto e stralunato, storpiando quasi sempre i nomi degli interlocutori e mostrando grosse difficoltà di comprensione (come quando, ne Il cane di terracotta, scambia il cognome Misuraca per una nota pasticca digestiva). Spesso tocca a lui avvisare il commissario del delitto di turno, e lo fa sempre precipitandosi nel suo ufficio come una valanga (un suo comportamento classico è spalancare la porta dell'ufficio del commissario sbattendola violentemente e facendo cadere l'intonaco dalla parete per poi scusarsi dicendo: "Mi scusassi dottori, ma la porta mi scappò") oppure telefonandogli a casa, spesso di notte o in altri momenti improbabili, costringendo Montalbano a uno sforzo di interpretazione e analisi per capire quello che gli riferisce. Catarella, sorprendentemente, si rivela ben presto molto abile in informatica (o "informaticcia", come la definisce lui), e come tale viene spesso utilizzato nelle indagini. Nelle sue prime apparizioni nei romanzi e nella serie televisiva viene visto con insofferenza da Montalbano (tanto da portarlo, una volta, a tirargli rabbiosamente un oggetto della sua scrivania), ma successivamente si guadagna l'affetto e la stima del commissario e dei suoi collaboratori grazie al suo fanciullesco candore e alla sua umanità. In almeno un paio di occasioni le sue osservazioni, seppur enunciate con il suo solito linguaggio pittoresco, si rivelano di grande aiuto al commissario Montalbano per la risoluzione dei casi. In uno degli episodi Catarella interviene anche in uno scontro a fuoco salvando la vita di Montalbano.

### Nicolò Zito
Nicolò Zito è un giornalista di Retelibera, una delle due televisioni locali private di Vigata (l'altra è Televigata). È un amico di lunga data del commissario e più o meno suo coetaneo. Politicamente schierato a sinistra per sua stessa ammissione e fautore di un aggressivo giornalismo d'inchiesta, Montalbano spesso ne richiede la collaborazione e gli restituisce il favore concedendogli interviste e notizie in esclusiva.

### Il dottor Pasquano
Il dottor Pasquano, del quale non si conosce il nome di battesimo, è il medico legale incaricato delle autopsie dei morti presenti nelle indagini di Montalbano. Di un anno più anziano del commissario (e, quindi, nato nel 1949) e dal carattere scontroso e insofferente, quando Montalbano lo riempie di domande minuziose inerenti ai cadaveri finisce sempre per mandarlo a quel paese con la celebre frase «Non mi scassi i cabasisi», molto utilizzata anche da tutti gli altri personaggi. Montalbano, per avere notizie sulle varie autopsie, lo raggiunge ovunque, perfino dal barbiere. Appassionato giocatore di poker, passa le serate disputando tornei al circolo di Vigata e il suo umore durante gli incontri con Montalbano dipende molto da come gli è andato il gioco la sera prima. Il commissario, che non manca di punzecchiarlo riguardo al poker, a volte per ingraziarselo gli porta vassoi di buccellato, cannoli, e cassata, essendo il dottore anche un grande amante del buon cibo, in particolare dei dolci.

### Livia Burlando

Livia e Montalbano, interpretati rispettivamente da Katharina Böhm e Zingaretti, nella prima stagione della serie televisiva

Storica fidanzata di Montalbano, con cui ha una relazione a distanza, vive e lavora a Boccadasse, quartiere di Genova. I due a volte si ingelosiscono a vicenda ed altre volte parlano di sposarsi, per poi, alla fine, decidere sempre di continuare a godere della loro libertà. Livia soffre molto per il fatto di non essere riuscita a diventare madre e si affeziona molto al bambino tunisino François, protagonista de Il ladro di merendine, che non riuscirà ad adottare per la contrarietà di Montalbano; il commissario rimpiangerà la scelta fatta quando il ragazzo resterà ucciso durante l'indagine descritta in Una lama di luce, riguardante tre tunisini apparentemente coinvolti in un traffico di armi. Alla fine, la relazione tra Montalbano e Livia si interromperà bruscamente in Il metodo Catalanotti.

### Ingrid Sjöström
Attraente ragazza svedese che in Svezia faceva il pilota di auto, è sposata con un giovane e facoltoso siciliano, figlio del professor Cardamone, che la costringe ad avere rapporti con lui. Montalbano la incontra per la prima volta nel mezzo di un'indagine descritta nel romanzo La forma dell'acqua, dove resiste alle continue avances della donna, dai costumi sessuali spregiudicati, per mantenersi fedele a Livia. Da allora i due diventano comunque amici, tanto che il commissario ricorrerà più volte al suo aiuto.

## "Realtà" letteraria e fiction televisiva
Il personaggio letterario di Montalbano è divenuto noto al grande pubblico dal momento in cui le sue avventure sono state trasposte in una serie televisiva in cui il commissario è interpretato da Luca Zingaretti e, da giovane, da Michele Riondino. Così com'era accaduto per Maigret, il protagonista dei romanzi di Georges Simenon, che viene delineato come un personaggio reale a cui il suo autore addirittura indirizza una lettera, anche Camilleri ha voluto intrecciare fantasia e realtà nel romanzo La danza del gabbiano, approfittando anche per indicare ai suoi lettori la "vera" figura fisica del suo commissario. Nelle pagine iniziali del racconto Livia cerca di convincere il compagno a fare insieme una gita tra Modica, Ragusa e Scicli per visitare le architetture del barocco siciliano, e Montalbano, non volendo accontentarla, afferma:
al che Livia, sempre in vena di "azzuffatine", risponde a tono, ed il dialogo tra i due continua come segue:

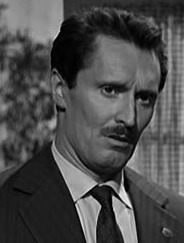
Il regista Pietro Germi, a cui Camilleri si era originariamente ispirato per i tratti fisici del suo Montalbano letterario, è fisicamente molto diverso da Zingaretti

Montalbano è stato infatti raffigurato in questo modo, con capelli folti e baffi, in una statua celebrativa collocata a Porto Empedocle alla presenza dello stesso Camilleri. Lo stesso attore Zingaretti riconosce che:

## I segreti del mestiere
In un dialogo con lo scrittore Francesco Piccolo, Camilleri descrive al lettore il suo metodo di scrittura, forse sorprendente per il lettore che dalla personalità dell'autore si aspettava un modo di comporre del tutto diverso.
Camilleri, nella conversazione, dice: «anche se non pare sono un uomo estremamente ordinato, mentalmente. Non so se l'hai notato, ma tutti i romanzi di Montalbano si compongono di 180 pagine conteggiate sul mio computer, divise in 18 capitoli di 10 pagine ciascuno. Se il romanzo viene fuori con una pagina in più o in meno io riscrivo il romanzo, perché vuol dire che c'è qualcosa che non funziona».
Camilleri spiega anche che questa esigenza di ordine geometrico-matematico lo costringe a fare una sorta di mappa del romanzo che intende scrivere e che pure ha completo nella sua mente: «I vuoti, i pieni, dove c'è la finestra, dove c'è il giardino. Ho bisogno di organizzarmi questo schema, e fino a quando non organizzo questo schema sono incapace di scrivere.» Anche Georges Simenon, il suo maestro, faceva lo stesso, pertanto Camilleri dichiara: «Quindi vuol dire che non sono solo nelle mie manie, questo mi consola».

### Montalbano, strategia seriale
Nel libro Ancora tre indagini per il commissario Montalbano (seconda raccolta comprendente i tre romanzi La voce del violino, La gita a Tindari e L'odore della notte, che seguono cronologicamente la precedente Il commissario Montalbano. Le prime indagini) è riportata una nota di Andrea Camilleri intitolata Montalbano, strategia seriale. Lo scrittore racconta come, nei suoi progetti, dopo i primi due romanzi con lo stesso protagonista Montalbano, questi sarebbe dovuto sparire e come si rese conto del problema della serialità del personaggio. L'autore infatti temeva di cadere nella ripetitività di situazioni e trame che i lettori alla lunga avrebbero giudicato noiose, come era accaduto in parte anche con Maigret, il protagonista di 75 romanzi di Simenon.
Per questo Camilleri decise sin dal quarto romanzo (La voce del violino) di cambiare radicalmente il panorama umano in cui si svolgono le indagini di Montalbano. Se il commissario aveva buoni rapporti, addirittura d'amicizia, con il questore Burlando, ora questi veniva sostituito dal giovane Bonetti-Alderighi che vorrebbe rinnovare il commissariato di Vigata a cominciare dal commissario Montalbano, della vecchia scuola di polizia investigativa. Allo stesso modo Camilleri introdusse il pm Nicolò Tommaseo al posto di Lo Bianco, e Vanni Arquà al posto del dirigente della Scientifica Jacomuzzi: tutti personaggi dal carattere molto diverso dai precedenti.
Un altro cambiamento importante nella caratterizzazione di Montalbano fu l'introduzione della paura della vecchiaia avanzante, che spaventa l'appena cinquantenne commissario: Montalbano teme di non essere più adeguato ai tempi moderni contraddistinti da rapidi e radicali cambiamenti. Montalbano inoltre si renderà conto di come la sua conoscenza del territorio criminale ora, con la globalizzazione dell'illegalità, stia diventando meno importante per le sue indagini e di questo prenderà atto insieme al suo rispettato nemico: il vecchio capo della mafia locale della famiglia Sinagra, che si sente anche lui inadeguato rispetto alla nuova criminalità internazionale.
Perciò, quasi alla ricerca di punti fermi nel più ampio e mutevole orizzonte investigativo, il racconto delle vicende di Montalbano è caratterizzato da una costante ripetizione di situazioni divenute ormai "classiche" quali ad esempio: le telefonate con Livia si concludono quasi sempre con un litigio; le solenni mangiate del commissario sono seguite da una passeggiata lungo il molo; Montalbano apre il frigorifero di casa e vi trova sempre le prelibatezze preparate dalla governante; il medico legale è sempre di cattivo umore e bisticcia con il protagonista.

## Romanzi
- 1994 – La forma dell'acqua
- 1996 – Il cane di terracotta
- 1996 – Il ladro di merendine
- 1997 – La voce del violino
- 2000 – La gita a Tindari
- 2001 – L'odore della notte
- 2003 – Il giro di boa
- 2004 – La pazienza del ragno
- 2005 – La luna di carta
- 2006 – La vampa d'agosto
- 2006 – Le ali della sfinge
- 2007 – La pista di sabbia
- 2008 – Il campo del vasaio
- 2008 – L'età del dubbio
- 2009 – La danza del gabbiano
- 2010 – La caccia al tesoro
- 2010 – Il sorriso di Angelica
- 2011 – Il gioco degli specchi
- 2012 – Una lama di luce
- 2012 – Una voce di notte
- 2013 – Un covo di vipere
- 2014 – La piramide di fango
- 2015 – La giostra degli scambi
- 2016 – L'altro capo del filo
- 2017 – La rete di protezione
- 2018 – Il metodo Catalanotti
- 2019 – Il cuoco dell'Alcyon
- 2020 – Riccardino

### Raccolte di racconti
- 1998 – Un mese con Montalbano
- 1999 – Gli arancini di Montalbano
- 2002 – La paura di Montalbano
- 2004 – La prima indagine di Montalbano
- 2014 – Morte in mare aperto e altre indagini del giovane Montalbano

### Altri racconti
- 2008 – La finestra sul cortile (a puntate sul mensile gratuito di Roma Il Nasone di Prati; in Racconti di Montalbano, in La coscienza di Montalbano)
- 2008 – Il figlio del sindaco (pubblicato in edizione fuori commercio riservata ai clienti di Unicredit Private Banking; in La coscienza di Montalbano)
- 2011 – La rottamazione (in MicroMega 3/2011: "Crimini d'establishment"[36]; in Morte in mare aperto e altre indagini del giovane Montalbano riedito col titolo Come voleva la prassi)
- 2012 – Una cena speciale (in Capodanno in giallo; in La coscienza di Montalbano)
- 2013 – Notte di Ferragosto (in Ferragosto in giallo; in La coscienza di Montalbano)
- 2017 – La calza della befana (in Un anno in giallo; in La coscienza di Montalbano)
- 2018 – Ventiquattr'ore di ritardo (in Una giornata in giallo; in La coscienza di Montalbano)

### Raccolte di editi
- 1999 – Quindici giorni con Montalbano
- 2002 – Storie di Montalbano
- 2008 – Racconti di Montalbano
- 2008 – Il commissario Montalbano. Le prime indagini
- 2009 – Ancora tre indagini per il commissario Montalbano
- 2011 – Altri casi per il commissario Montalbano
- 2012 – Tre indagini a Vigàta
- 2022 - La coscienza di Montalbano

### Altre opere
- 2010 – Acqua in bocca (in collaborazione con Carlo Lucarelli)

## Serie televisiva
Il personaggio di Camilleri è il protagonista di una serie televisiva intitolata, appunto, Il commissario Montalbano, trasmessa dalla Rai a partire dal 1999.

## Fumetti
Nel n. 2994 di Topolino, uscito il 16 aprile 2013, appare la storia Topolino e la promessa del gatto, ambientata in Sicilia, dove Topolino aiuta il commissario di polizia Salvo Topalbano, parodia di Salvo Montalbano. La storia, disegnata da Giorgio Cavazzano coi testi di Francesco Artibani, è stata supervisionata dallo stesso Camilleri. Il personaggio riappare nella stessa rivista, nel n. 3067, nella storia Topolino e lo zio d'America, e nel n. 3223 con Topolino e la Giara di Cariddi. Nel 2019 è stato pubblicato un volume antologico a fumetti nuovamente dedicato al personaggio Disney.